# (860) Ursina
(860) Ursina es un asteroide perteneciente al cinturón de asteroides descubierto el 22 de enero de 1917 por Maximilian Franz Wolf desde el observatorio de Heidelberg-Königstuhl, Alemania.
Se desconoce la razón del nombre.